# The Shielding Shadow
The Shielding Shadow è un film muto del 1916 diretto da Louis J. Gasnier e Donald MacKenzie, distribuito negli USA dalla Pathé. Il film è un serial di 15 episodi di due rulli ognuno usciti nelle sale il 1º ottobre 1916.

## Produzione
Il film fu prodotto dall'Astra Film.

## Distribuzione
Distribuito dalla Pathé Exchange, il film uscì nelle sale cinematografiche USA il 1º ottobre 1916. In Portogallo uscì il 6 giugno 1918 con il titolo Ravengar, con cui fu distribuito anche in Argentina (uscito il 1º aprile 1917) e in Francia.